# Proteseia steyskali
Proteseia steyskali är en tvåvingeart som beskrevs av Hernandez och Kameneva 1998. Proteseia steyskali ingår i släktet Proteseia och familjen fläckflugor. Inga underarter finns listade i Catalogue of Life.